# Sebastes reedi
Sebastes reedi is een straalvinnige vissensoort uit de familie van schorpioenvissen (Sebastidae). De wetenschappelijke naam van de soort is voor het eerst geldig gepubliceerd in 1967 door Westrheim & Tsuyuki.